# 美國政黨

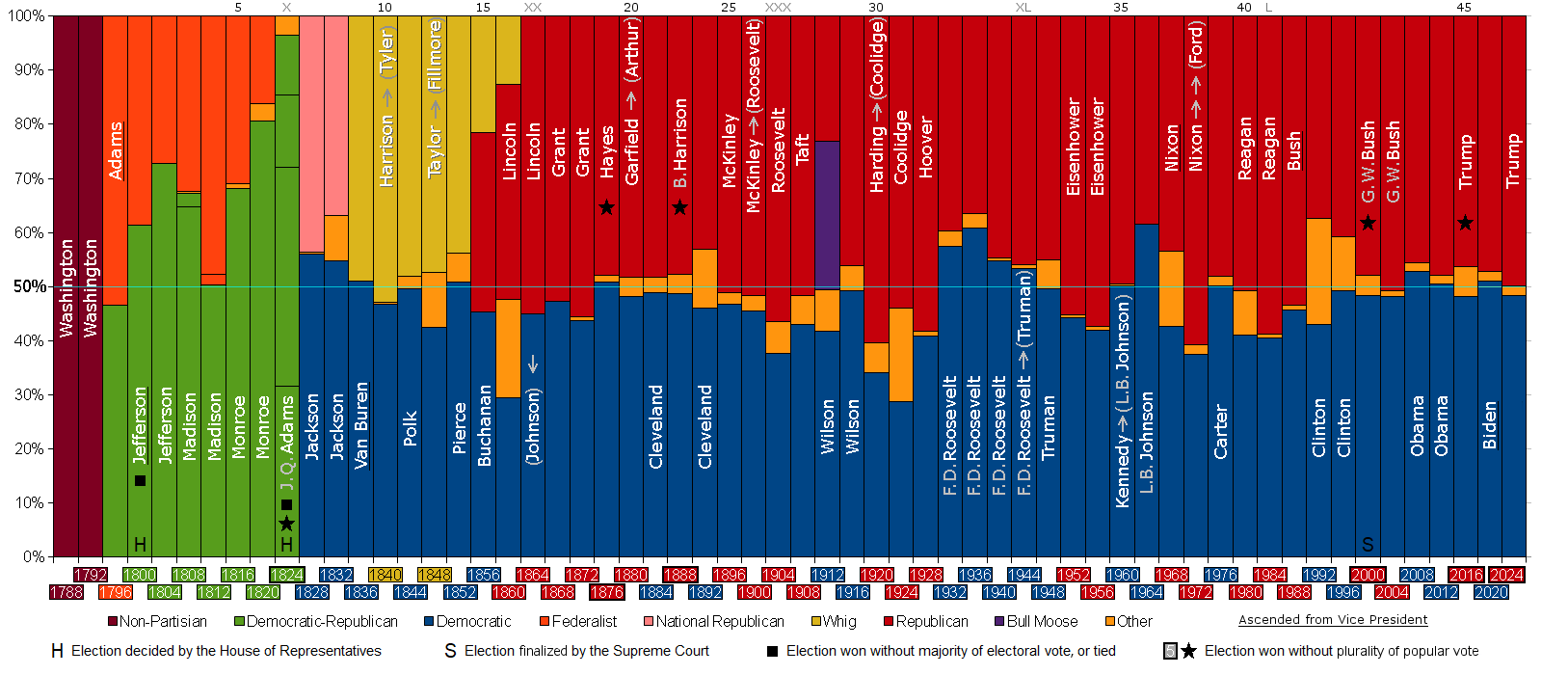
各政黨的大選支持率

美国一直有兩大主要政黨。從十九世紀六十年代開始，最大的兩大政黨一直是民主黨和共和黨。目前共和党是美國的執政黨及美國國會的參議院與眾議院的多數黨。除兩黨外，還有三個較大的政黨，分別為自由意志黨、綠黨和憲法黨。此外，還有2025年7月，由馬斯克成立的美國黨。

## 民主黨
民主黨可追溯至18世紀的民主共和黨，成立於1828年。該黨第一位當選的美國總統是安德魯·傑克遜，包括伍德罗·威尔逊、富蘭克林·羅斯福、哈瑞·S·杜魯門、约翰·肯尼迪、林登·約翰遜、吉米·卡特、比爾·克林頓、貝拉克·奧巴馬、喬·拜登等總統都出自民主黨。
目前，民主黨有7,200萬註冊選民；於全國50個州份中擁有23位州長；在參議院100席中佔45席、眾議院435席中佔213席。該黨意識形態上主要支持自由主義及進步主義，通常被歸為中間偏左。

## 共和黨
共和黨起源於19世紀的廢奴運動，成立於1854年。該黨第一位當選的美國總統是亞伯拉罕·林肯，包括尤利西斯·格兰特、本杰明·哈里森、西奧多·羅斯福、德懷特·艾森豪威尔、理查·尼克森、罗纳德·里根、老布什、小布什、唐納·川普等總統都出自共和黨。
目前，共和黨有5,500万注册选民；於全國50個州份中擁有27位州长；在參議院100席中佔53席、眾議院435席中佔220席。该党意識形態上主要支持保守主義，通常被归为右翼。

## 其他政黨
- 自由意志黨 Libertarian Party

創建於1971年，近年是美國第三大政黨。自由意志黨的黨綱宣示貫徹自由意志主義的理念，主張減少政府管制，堅定支持自由放任的市場經濟以及公民自由。
- 美國綠黨 Green Party

創建於1991年，近年是美國第四大政黨。由美國眾多州的綠黨自願結合形成的全國性政黨。綠黨強調環境主義，無分級民主，社會公正，尊重多元，推崇和平與非暴力。
- 憲法黨 Constitution Party

創建於1991年。該黨自稱維護《美國憲法》和《聖經》道德標準，立場極其保守，反對政府干預經濟，主張嚴厲控制邊界阻止非法移民，反對同性婚姻及槍械管制，並支持政府立法維護保守道德觀。
- 美国民主社会主义者Democratic Socialists of America

美国民主社会主义者是美国的一个由民主社会主义者、左翼社会民主主义者和工人运动活动家组成的政治组织。